# Labrinth
Ти́моти Ли́ Макке́нзи (англ. Timothy Lee McKenzie, род. 4 января 1989, Лондон, Великобритания), более известный по сценическому имени Labrinth — английский певец, автор-исполнитель и музыкальный продюсер.

## Биография и карьера
Тимоти Маккензи родился 4 января 1989 года в Лондонском боро Хакни. Учился в школе Stoke Newington School и ещё в школьные годы начал свою музыкальную карьеру. С 2009 года он участвовал в создании песен для таких исполнителей, как Master Shortie, Wretch 32, Chip, Maverick Sabre, Девлин, Тайни Темпа и других. В 2010 году он подписал контракт с лейблом Syco Саймона Коуэлла, таким образом став первым музыкантом за 6 лет, которому удалось это сделать вне участия в шоу талантов The X Factor.
Первый сингл Labrinth под названием «Let the Sun Shine» вышел 24 сентября 2010 года, а дебютный альбом Electronic Earth был представлен 2 апреля 2012 года. В 2014 году были выпущены песни «Let It Be» и «Jealous», входящие в ещё не вышедший альбом Take Me to the Truth.
Также исполнитель сотрудничал со многими известными музыкантами, в числе которых The Weeknd, Рианна, Ашер, Тайни Темпа, Эд Ширан, Эмели Санде, Kygo, Ноа Сайрус, Сия, Eminem, Ники Минаж, Зендея и другие.
В 2018 году стал участником группы LSD с участием Сии и Дипло.
В 2019 году Labrinth стал главным композитором популярного подросткового телесериала «Эйфория». 4 октября 2019 года на стриминговых музыкальных площадках был выпущен альбом оригинальных саундтреков к первому сезону. Его релиз также состоялся на виниле 10 января 2020 года. 22 апреля 2022 года состоялся релиз альбома ко второму сезону.

## Дискография
Студийные альбомы
- Electronic Earth (2012)
- Labrinth, Sia & Diplo Present… LSD (2019)
- Imagination & the Misfit Kid (2019)

Мини-альбомы
- iTunes Festival: London 2012 (2012)
- Atomic (2013)

Саундтреки
- Euphoria (Original Score from the HBO Series) (2019)
- Euphoria Season 2 Official Score (From the HBO Original Series)[англ.] (2022)